# 28235 Kasparvonbraun
28235 Kasparvonbraun è un asteroide della fascia principale. Scoperto nel 1999, presenta un'orbita caratterizzata da un semiasse maggiore pari a 2,3070921 au e da un'eccentricità di 0,2290732, inclinata di 5,33818° rispetto all'eclittica.